# Ellen Saey
Ellen Saey is een Belgisch korfbalster.

## Levensloop
Saey werd actief in het korfbal op achtjarige leeftijd bij ASKC. In 2014 maakte ze de overstap naar Scaldis. In april 2020 werd bekend dat ze voortaan uitkomt voor Borgerhout/Groen-Wit. Met deze club won ze in 2022 de Beker van België.
In het beachkorfbal behaalde ze met het Belgisch nationaal team brons op het wereldkampioenschap van 2022.
Haar jongere zus Britt is ook actief in het korfbal.

## Erelijst
- Beker van België kampioen, 2x (2022, 2023)